# Пономарьов Олександр Володимирович
Олександр Пономарьов (рос. Алекса́ндр Влади́мирович Пономарё́в; нар. 25 січня 1986, радгосп Ново-Долговський, Волгоградська область, СРСР) — російський футболіст, центральний захисник.

## Життєпис
Вихованець СДЮШОР «Спартак» (Москва). З 2002 по 2007 рік грав у молодіжній першості Росії в командах «Спартак» (Москва, 14 ігор), «Динамо» (Москва, 12 ігор 1 гол) і ФК «Москва» (74 гри 4 голи). У 2008 році грав у першому дивізіоні в командах «Ростов» і «Торпедо» (Москва).
11 квітня 2009 року зіграв в складі «Ростова» один матч у російській Прем'єр-лізі (проти московського «Динамо»).
Навесні 2010 року перейшов у клуб української Прем'єр-ліги «Чорноморець» (Одеса). У цій команді дебютував 24 березня того ж року в грі проти харківського «Металіста», але вже в травні футболіст покинув Одесу.
Після відходу з «Чорноморця» повернувся в Росію. Проходив перегляди в «Томі» та «Роторі», але укласти контракт з однією з цих команд Пономарьову не вдалося.